# Lithocarpus stonei
Lithocarpus stonei är en bokväxtart som beskrevs av Julia och Soupadmo. Lithocarpus stonei ingår i släktet Lithocarpus och familjen bokväxter. Inga underarter finns listade.